# José Carlos Ibarra Jerez
José Carlos Ibarra Jerez (Totana, 7 de agosto de 1985) es un jugador de ajedrez, con el título de Gran Maestro Internacional.
Actual campeón de España 2024 de ajedrez por equipos con el CAC Beniaján, fue también campeón de España de ajedrez relámpago en 2023 y ha sido componente de la selección nacional en 5 ocasiones. Una vez representando a España B en la Olimpiada de Calviá 2004, y ya con el equipo principal, en el Europeo de Reikiavik (Islandia) en 2015, Olimpiada de Bakú (Azerbaiyán) en 2016, Europeo de Creta (Grecia) en 2017 y en la Olimpiada de Batumi (Georgia) en 2018.
En 2024 participó en el programa de máxima audiencia La Revuelta, de David Broncano, consiguiendo dar visibilidad al ajedrez español.

## Biografía
José Carlos es licenciado en Derecho por la Universidad de Granada y está casado con Alexandra Aguilera Quitzke, también ajedrecista, con la que tiene dos hijos llamados Lucas y Erik. Jesús De La Villa García (Gran Maestro Internacional) fue su entrenador durante más de 10 años.
Empezó a jugar de la mano de su hermano mayor, Juan Miguel Ibarra Jerez, iniciándose en la competición con 11 años. Su primera norma de GM fue obtenida en Granada en el año 2006 y la segunda en 2008 en Barcelona. Consiguió el título el año 2013 en el Torneo Tradewise Gibraltar Chess 2013-Masters en el que quedó en la posición 30 de 247 jugadores, de los cuales 52 eran grandes maestros. Ello le convirtió en el primer Gran Maestro Internacional originario de la Región de Murcia.
En 2022 comenzó a retransmitir para Chess.com en español, y abrió su canal personal de Twitch. También imparte clases de ajedrez y entre sus alumnos particulares más destacados se encuentran: Salvador Guerra (Campeón de Europa Sub-14 y Campeón de España Sub-16), Ana Redondo Benavente (Campeona de España Sub-14 y Sub-18), Ciro Revaliente Montoya (Campeón de España Sub-8 y Sub-12) y Daniel Tabuenca Mendataurigoitia (Campeón de España sub-12).
En 2023, José Carlos Ibarra vive su momento ajedrecístico más dulce consiguiendo ser campeón de España de ajedrez relámpago, campeón de España de ajedrez relámpago por parejas junto a la WFM Adhara Rodríguez y campeón de España de ajedrez por equipos con el CAC Beniaján, título que fue revalidado en 2024.
Gracias a este palmarés, Ibarra participó en uno de los programas de televisión más conocidos, La Revuelta, en diciembre de 2024 siendo uno de los episodios más vistos de la temporada. Además, participó por primera vez en el Mundial de Ajedrez de Rápidas y Blitz de Nueva York.

## Palmarés
- 2001 Campeón de España sub-16 en Oropesa del Mar[5]
- 2004 Campeón de España Juvenil en Mondariz[6]
- 2005 Campeón Open Internacional de Monachil
- 2006 Campeón Open Internacional de Granada
- 2008 Tercero de España Absoluto en Ceuta 2008, eliminando al 8 veces Campeón de España Miguel Illescas (Cuartos de final) y al 4 veces campeón de España Manuel Rivas Pastor (Octavos de final).
- 2011 Campeón del III Open Internacional de Ajedrez Ciudad de Cehegin[7]
- 2011 Campeón Open Internacional de Málaga
- 2012 Campeón Open Internacional Ciutat de Manresa[8]
- 2014 Campeón Open Internacional Ciudad de Lorca
- 2014 Campeón Open de Roquetas 2014, siendo el primer español en conseguirlo desde el año 1988.
- 2015 Campeón XXII Torneo de Ajedrez Nueva Acropolis Granada[9]
- 2018 Subcampeón de España en la modalidad de partidas rápidas en Linares
- 2019 Campeón del XXXI Open internacional de Ajedrez Ciudad de Dos Hermanas
- 2019 Campeón de Andalucía de Ajedrez rápido
- 2023 Campeón de España de Ajedrez relámpago.
- 2023 Tercer puesto campeonato de España ajedrez rápido.